# Petrolia (Ontario)
Petrolia è un comune del Canada, situato nella provincia dell'Ontario, nella contea di Lambton.